# Црвени хартбист
Црвени хартбист (лат. Alcelaphus buselaphus caama, енгл. Red hartebeest) је подврста хартбиста, врсте сисара из реда папкара (Artiodactyla) и породице говеда (Bovidae). 

## Распрострањење
Ареал подврсте је широк и обухвата подсахарску, источну и јужну Африку.

## Угроженост
Ова подврста је наведена као последња брига, јер има широко распрострањење и чест је таксон.